# 2012年國家聯盟外卡晉級賽
2012年國家聯盟外卡晉級賽（2012 National League Wild Card Game），是由東區、中區、西區等三區的冠軍以外的球隊進行排名，以勝率前兩名的球隊獲得外卡資格，兩隊將會進行1場比賽，獲勝的球隊可以晉級國家聯盟分區賽，其中兩隊以勝率較高的球隊獲得主場優勢，如果兩隊的勝率相同的時候，則以兩隊球季比賽獲得優勢的球隊擁有主場優勢。比賽於美國時間10月5日下午5點開始。
亞特蘭大勇士戰績94勝68敗，聖路易紅雀戰績88勝74敗，由於勇士勝率較高，由勇士獲得主場優勢。勇士先發投手為Kris Medlen，紅雀先發投手為Kyle Lohse。
這場比賽是勇士老將奇伯·瓊斯的生涯最終戰。

## 比賽結果
透納球場，亞特蘭大，喬治亞州
| 聖路易紅雀 | 0 | 0 | 0 | 3 | 0 | 1 | 2 | 0 | 0 | 6 | 6  | 0 |
| 亞特蘭大勇士 | 0 | 2 | 0 | 0 | 0 | 0 | 1 | 0 | 0 | 3 | 12 | 3 |
| 勝投： Kyle Lohse (1–0) 敗投： Kris Medlen (0–1) 救援成功： Jason Motte (1) 全壘打： 紅雀：麥特·哈勒戴(6上,1分) 勇士：大衛·羅斯 (2下,2分) |   |   |   |   |   |   |   |   |   |   |    |   |

### 比賽經過
2局下半，大衛·羅斯就先扛出一支2分砲首開得分記錄。不過4局上，紅雀在包含Allen Craig的二壘安打以及大衛·佛里斯的高飛犧牲打在內得到3分。6局上，麥特·哈勒戴打出陽春砲擴大領先。7局上，紅雀再得到2分保險分，勇士在7局下追回一分。
8局下，安德瑞爾頓·西蒙斯在一出局，一二壘有人情況下打出外野高飛必死球，不過游擊手Pete Kozma和左外野手麥特·哈勒戴卻因為溝通出現問題而都沒接到球。不過左外野主審Sam Holbrook判決Simmons出局，認為這是高飛必死球。勇士球迷為表達抗議紛紛向場內扔擲垃圾，比賽一度暫停。這個判決多少影響勇士士氣，最後該局留下滿壘殘壘未得分。
奇伯·瓊斯在他生涯最後一個打席面對紅雀終結者Jason Motte打出內野安打。弗萊迪·弗里曼擊出場地二壘安打，不過丹·阿格拉擊出滾地球出局結束勇士進攻，最終紅雀6比3贏球。